# Bhagwanbeweging

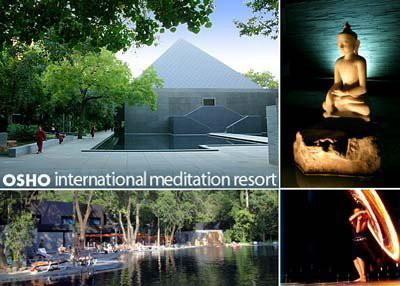
Osho International Meditation Resort, Poona, India.

De beweging rond Bhagwan Sri Rajneesh (Osho) wordt de Bhagwanbeweging genoemd, zijn volgelingen worden sannyasins genoemd.

## Eigenschappen
De Bhagwanbeweging kenmerkt zich door de volgende eigenschappen:
- eclectisch;
- rebels;
- bevrijdend;
- controversieel.

### Eclectisch
De beweging die zich baseert op een veelheid aan spirituele en godsdienstige bronnen en invloeden, waaronder hindoeïsme, soefisme, Zen, christendom, tantrayoga, taoïsme en boeddhisme, is toch bovenal beïnvloed door de eigenzinnige, radicale visie van de onconventionele mysticus Bhagwan (Osho) en diens commentaar op de gewezen mystici en mystieke tradities. De kern is het zoeken naar zichzelf door meditatie, therapie en liefde.

### Rebels
De beweging zette zich af tegen de bestaande religieuze, maatschappelijke en politieke orde. Osho deed dat onder andere door felle, confronterende en zelfs beledigende teksten uit te spreken. Hij sprak vaak kritisch over moeder Teresa, over priesters en politici als de maffia van de ziel. Deze laatsten noemt hij onder andere lafaards en huichelaars.
Over Jezus heeft hij ook lezingen gegeven die nadien in boekvorm zijn vastgelegd. Hij was er vooral op uit de Jezus, zoals gepresenteerd door en in de kerk, een nieuw 'eigentijds' en rebels gezicht te (her)geven. Hij was eveneens kritisch over landgenoten als Mahatma Gandhi.

### Bevrijdend
Osho verkondigde een boodschap van radicale individuele bevrijding. Deze bevrijding kan gaan via het lichaam (seks en vrije gevoelsuiting) en via de spiritualiteit (streven naar verlichting), met name door het beoefenen van door hem aangeprezen of ontworpen meditatievormen. Tienduizenden westerse en niet-westerse jongeren waren in de jaren zeventig en tachtig van de 20e eeuw gevoelig voor deze boodschap.

### Controversieel
Bij een kleine kern van sannyasins (volgelingen) nam de tegenstelling goed-fout tussen henzelf en de "buitenwereld" vooral in de jaren tachtig sektarische vormen aan. In Rajneeshpuram, de in Oregon gelegen commune van ongeveer 3000 mensen waar Osho aan het begin van de jaren tachtig verbleef, ontvingen hij en zijn  regelmatig bedreigingen van lokale 'rednecks'. Om zichzelf daartegen te beschermen werd er een 'Peace Force' opgericht (met uniformen, wapens en mala, de kenmerkende halsketting van de sannyasin), een plaatselijke afdeling van de Oregon State Police. Mensen werden bij aankomst in Rajneeshpuram gefouilleerd, metaaldetectoren werden schering en inslag. De Peace Force patrouilleerde - met succes - ostentatief met wapens om aanslagen te ontmoedigen. 
De Amerikaanse overheid ten tijde van de regering van Ronald Reagan maakte er geen geheim van dat ze Osho uit de Verenigde Staten wilden verdrijven. De kleine sektarische groep binnen de beweging ging, in haar pogingen om Osho te beschermen, zich te buiten aan ongeoorloofde praktijken waarvoor de leidster van de groep, Ma Anand Sheela, tot een aantal jaar gevangenisstraf is veroordeeld. 
Osho zelf is gearresteerd toen hij de Verenigde Staten wilde verlaten en heeft vervolgens een aantal dagen doorgebracht in verschillende gevangenissen in het hele land. Omdat ze geen juridische zaak tegen hem hard konden maken hebben ze hem uiteindelijk moeten laten gaan. Het verhaal gaat nog steeds dat Osho in opdracht van de Amerikaanse overheid vergiftigd zou zijn middels thallium(I)sulfaat; de symptomen wezen op thalliumvergiftiging, iets waar geen bewijs voor kon worden gevonden.
In Nederland (en België) is er nooit sprake geweest van sektarische groepen sannyasins en er zijn altijd talloze sannyasins geweest die in de "buitenwereld" leefden. Contact met familie en vrienden die geen sannyasin waren, werd nooit ontmoedigd.